# Elvezia Michel-Baldini
Elvezia Michel (* 17. August 1887 in Lisieux, Calvados/Normandie, Frankreich; † 14. Juni 1963 im Spital Flin bei Soglio, Bergell, Schweiz) war eine Schweizer Malerin, Zeichnerin, Buchillustratorin, Kunstweberin und Philanthropin, deren künstlerische Hauptwerke aus der Zeit zwischen 1902 und 1915 erst 1993, dreißig Jahre nach ihrem Tod, der zeitgenössischen Öffentlichkeit bekannt gemacht worden sind.

## Leben
Michel wuchs in einer wohlhabenden Familie auf, in der mütterlicherseits die vorherigen Generationen mit Ersparnissen aus Zuckerbäcker- und Kaffeehausbetrieben ein dreistöckiges Haus in Borgonovo im Bergell, dem Tal der Giacomettis, erbaut hatten. Als Kind lebte Michel zunächst in Lisieux, wohin die Eltern ausgewandert waren, um zusammen mit dem Bruder des Vaters eine Zuckerbäckerei zu betreiben, und bei deren Rückkehr in die Schweiz ab dem 7. Lebensjahr in Davos (Graubünden), dem Herkunftsort des Vaters, der zwei Jahre später, 1896, starb. Die Schule absolvierte sie zunächst in Davos, 1902/1903 besuchte sie das Mädchenpensionat in Aarburg. In diesem Umfeld wurde Michel künstlerisches Talent entdeckt, gefördert und von da an ausgebildet. Mit 17 Jahren nahm Elvezia Michel zunächst von Herbst 1904 bis Frühjahr 1905 Zeichen- und Malunterricht bei einem lokal bekannten Porträtmaler im Umfeld der oberitalienischen Kunstakademie Brera (Mailand) und lebte danach abwechselnd in Lisieux, Davos und Borgonovo. Es folgte eine intensive künstlerische Phase in westeuropäischen Metropolen: Von 1907 bis 1910 war Michel an der Damenakademie des Münchner Künstlerinnenvereins eingeschrieben, 1910 bis 1912 lebte sie in Paris, wo sie vermutlich an der Académie Ranson studierte, im Winter 1912/1913 belegte sie Kurse an der Central School of Arts and Crafts (London). Anschliessend war sie von 1914 bis 1930 verheiratet mit Giuseppe Mascarini, ihrem zehn Jahre älteren ersten Zeichenlehrer, und lebte in Mailand, wo sie regelmässig die Scala sowie das Theater besuchte. Die Sommermonate verbrachte Michel meist im Haus ihrer Mutter im Bergell, bis sie ihren Lebensmittelpunkt ab 1930 ganz nach Borgonovo verlegte. Ihr Scheidungsprozess zog sich vier Jahre lang hin.
In Borgonovo verbrachte Michel die weiteren 33 Jahre ihres Lebens. Mit Mitte 40 eignete sie sich ihr neues Metier der Kunstweberei in der Klasse der Kunstweberin Schulthess in Ascona an (Anfang der 1930er Jahre). Im Haus ihrer Mutter, die erst 1951 im Alter von 87 Jahren starb, richtete sich Michel-Baldini ein Atelier für Webarbeiten ein. Für ihre Arbeiten verwendete sie Leinen von den eigenen Flachsfeldern der Alp Pila bei Maloja sowie Wolle aus dem Bergell. Künstlerfreundschaften pflegte sie insbesondere mit der Malerin Hanny Bay (1885–1978) aus Bern sowie mit der Künstlerin und Sängerin Emilia Gianotti (1901–1984) aus Stampa. Michel lebte sehr naturverbunden und in regem Kontakt mit den Talbewohnern. Auch war sie musikalisch begabt (sie spielte Tasteninstrumente und Gitarre und sang Sopran). Mehrsprachig, mit Bergeller und Engadiner Dialekten sowie Schweizerdeutsch, aufgewachsen, beherrschte sie darüber hinaus Französisch, Italienisch, Deutsch und Englisch. Bis ins hohe Alter besuchte sie gelegentlich für längere Zeit ihre ältere Schwester Anna in Davos. Michel wurde 76 Jahre alt.

## Werk
Das 1991 zutage geförderte zeichnerische und malerische Œuvre Michel-Baldinis umfasst rund 25 Ölbilder, 70 Aquarelle und 700 Skizzen. Zu diesem Zeitpunkt bekannt waren schon ihre Webearbeiten der späteren Jahre, darunter ein Gobelin „La vraie Religion“ von 1943 (99 × 75 cm), auf dem in einem schmucken Oval eine weibliche Figur mit Flügeln zu sehen ist, die in der linken Hand erhoben ein geöffnetes Buch hält, in das sie blickt (Ciäsa Granda, Stampa).
Michels Werk reicht in der Porträtmalerei von subtilen, zurückhaltenden Charakterstudien der ersten Jahre über psychologisch geschulte Porträts und Aktmalerei (München um 1910) bis zu zeitkritisch-expressionistisch wirkenden Menschendarstellungen, die oft aus den Bühnenkünsten ihrer Pariser Zeit inspiriert sind. Ihre Techniken sind vielfältig und es finden sich neben Arbeiten in Rötel und Öl auch Aquarelle, woraus eindrückliche Frauenportraits entstehen. Auch sind in Tusche auf Papier markante Salomé-Illustrationen in Vorzeichnung und Endfassung erhalten. Darüber hinaus befasste sich Michel-Baldini mit Buchbinderei und Buchdekoration, wofür sie aus einem grossen Formen- und Motivrepertoire schöpfte (in London zum Teil inspiriert durch die Präraffaeliten). Um 1915 arbeitete Michel-Baldini an der Ausmalung des kleinen Saals („saletta“) des mütterlichen Hauses in Borgonovo, die vorwiegend mit Frauenfiguren gestaltet wurde und zum Teil in grossformatigen Gouachen aus satten Farbparzellen angelegt ist.
Das vielseitige Gesamtwerk der Künstlerin harrt einer wissenschaftlichen Aufarbeitung.

## Retrospektive Ausstellungen
- 1993 Ciäsa Granda, Stampa („Elvezia Michel“)
- 2003 Hotel Laudinella, St. Moritz („Elvezia Michel“)
- 2004 Ciäsa Granda, Stampa („Giuseppe Mascarini e Elvezia Michel. Un incontro artistico fra Milano e la Bregaglia all'inizio del Novecento“)